# Vincent Munier
Pour les articles homonymes, voir Munier.
Vincent Munier, né le 14 avril 1976 à Épinal, est un photographe animalier français. Il a reçu plusieurs prix au Wildlife Photographer of the Year.

## Biographie
C'est à l'âge de 12 ans que Vincent Munier réalise sa première image, grâce à l'appareil photo qu'il recevra de son père, lui-même naturaliste.
Depuis 2002, il réalise de nombreux reportages à travers le monde, dans sa quête de montrer la beauté de la nature sauvage et de mettre en lumière des espèces animales menacées. Le harfang des neiges, le bœuf musqué,, l'ours brun et le yak sauvage font partie de ce bestiaire qu'il continue d'explorer à travers des expéditions engagées, en solitaire et en autonomie.
En 2008, il photographie pour la première fois le loup arctique ; depuis cette date, il multiplie les voyages au Canada sur les traces de cette espèce. En 2013, il passe un mois en solitaire dans l'île d'Ellesmere, dans des conditions de froid extrêmes. Une meute de neuf loups arctiques vient à sa rencontre : il vit alors l'un des moments les plus forts de sa carrière de photographe et rapporte des images rares de ces « fantômes de la toundra ».
En 2015, il embarque aux côtés du réalisateur Luc Jacquet et du biologiste marin et photographe Laurent Ballesta, dans une expédition de deux mois en Antarctique, depuis la station scientifique Dumont d'Urville. Baptisée Antarctica !, elle constitue une première visite du pôle Sud, pour ce spécialiste des photographies en conditions extrêmes. Cette expédition donne lieu à un film, L'Empereur, une suite au premier long-métrage de Luc Jacquet sur le sujet, La Marche de l'empereur.
En 2019, il est l'un des personnages du récit La Panthère des neiges de Sylvain Tesson (prix Renaudot 2019) et le co-réalisateur, avec Marie Amiguet, du film du même nom sorti en 2021.
Ses photographies sont publiées dans la presse internationale (Terre Sauvage, Image & Nature, National Geographic, Paris Match, Télérama, BBC Wildlife Magazine, La Salamandre, Animan…) et sous forme de livres : il est l'auteur d'une douzaine d'ouvrages photographiques chez différents éditeurs. Ses images font régulièrement l'objet d'expositions lors de festivals de photographie et sont présentées en galerie en France et à l'étranger.
Vincent Munier est le fondateur des éditions Kobalann, en 2010.

## Témoignage
Sylvain Tesson... Munier n'était pas indifférent au versement de la bête dans les arts. Des esprits monotones reprochaient à notre ami de saluer la beauté pure, et elle seule.

« On m'en veut d'esthétiser le monde animal, se défend-il. Mais il y a suffisamment de témoins du désastre ! Je traque la beauté, je lui rends mes devoirs. C'est ma manière de la défendre. »

— Sylvain Tesson. La Panthère des neiges, chap. Les arts et les bêtes, p. 114.

« Certains livres transmettent la plus saine et la plus incurable des maladies : l’envie de courir le monde sauvage, de l’aimer et de s’y perdre. »

— Sylvain Tesson, préface, Vincent Munier, Cindy Chapelle, Marc N’guessan, Approcher les animaux sauvages

## Prix
- Vincent Munier est le premier photographe à avoir reçu trois fois le Eric Hosking Award du BBC Wildlife Wildlife Photographer of the Year[5].
- César 2022 : Meilleur film documentaire pour La Panthère des neiges co-réalisé avec Marie Amiguet.

## Décorations
- Chevalier de l'ordre national du Mérite en mai 2019. Lors d'une cérémonie prenant place sur les Sentiers de la photo, festival photo qu'il a créé, il reçoit la médaille des mains de la navigatrice Isabelle Autissier, présidente du WWF France.
- Chevalier de l'ordre des Arts et des Lettres en 2020.

## Hommages
L'école de Lusse (Vosges) porte le nom de Vincent Munier depuis juin 2024.

## Expositions
- 2008
  - Blanc Nature, 2e édition du Festival Vendée Nature au Landes Genusson (France)
  - Tancho, International Crane Foundation, Baraboo (États-Unis)
  - Kamtchatka, Consulat général de Russie
- 2011
  - Au fil des araignées (exposition collective), Muséum national d'histoire naturelle, Paris
  - De crépuscule en crépuscule, Muséum-aquarium, Nancy
- 2012 - Animal (exposition collective), galerie Mogabgab, Beyrouth (Liban)
- 2013 - Solitudes, Festival international de photo animalière et de nature, Montier-en-Der
- 2014 - Solitudes, galerie Anagama à Versailles, galerie Blin plus Blin à Montfort-l'Amaury
- 2015
  - Le Poète sauvage, galerie Troncin-Denis, Nancy
  - L'Appel du loup, Festival Photo de La Gacilly
  - Arctique, galerie Blin plus Blin, Montfort-l'Amaury et Paris
  - Artico, galerie Contrasto, Milan (Italie)
- 2016
  - Arctique / Antarctique, galerie Soleil de M'inuit, Morges (Suisse)
  - Arctique, Le Kiosque, Vannes (France)
  - Ours, Jardin des plantes, Muséum national d'histoire naturelle, Paris
- 2018 - Confrontations Photo (exposition collective et invité d'honneur), Gex (France)
- 2021 - La Banquise sens dessus dessous, avec Laurent Ballesta, exposition en simultané dans 26 villes de l’Hexagone et d’Outre-mer dans le cadre de la saison culturelle nationale « 2021, l’Été polaire »[7].

## Livres
- Le Ballet des grues d'Alain Salvi et Vincent Munier, Éditions Le Terran, 2000  (ISBN 978-2-9132881-1-9)
- Le Loup de Philippe Huet, Julie Delfour et Vincent Munier, Flammarion, 2003  (ISBN 978-2-08-201526-4)
- Tancho, photographies Vincent Munier, poèmes de Zéno Bianu, Éditions Castor & Pollux, 2004  (ISBN 978-2-9127568-8-6)
- L'Ours de Philippe Huet et Vincent Munier, Flammarion, 2005  (ISBN 978-2-0820133-3-8)
- Blanc nature, photographies Vincent Munier, préface Lysiane Ganousse, Éditions Hermé, 2006  (ISBN 978-2-8666544-7-4)
- Clair de brume : regards sur les Vosges, photographies Michel et Vincent Munier, préface Laurent Joffrion, Éditions Hesse, 2007  (ISBN 978-2911272936)
- Kamtchatka : la vie sauvage aux confins du monde, photographies Vincent Munier, texte Anna Konevskaya, Éditions La Martinière, 2008  (ISBN 978-2-7324380-2-3)
- Au fil des songes, photographies Michel et Vincent Munier, poèmes de Charlélie Couture, Éditions Kobalann, 2010  (ISBN 978-2-9537389-0-2)
- De crépuscule en crépuscule, photographies Vincent Munier, texte Pierre Pelot, Kobalann, 2011  (ISBN 978-2-9537389-1-9)
- Solitudes I & II, photographies Vincent Munier, postface et citations choisies par Matthieu Ricard, Kobalann, 2013  (ISBN 978-2-9537389-4-0)
- La Nuit du cerf, photographies Vincent Munier, textes Marc Namblard et Yves Paccalet, enregistrements (74 min) du brame et des sons la forêt par Marc Namblard, Kobalann, 2014  (ISBN 978-2-9537389-5-7)
- L'Appel du loup, catalogue de l'exposition à La Gacilly, photographies Vincent Munier, Kobalann, 2015  (ISBN 978-2-953738-96-4)
- Vincent Munier, Arctique, Kobalann, 2015  (ISBN 978-2-9537389-7-1)
- Adélie, terre & mer, photographies Vincent Munier et Laurent Ballesta, textes Luc Jacquet, Éditions Paulsen / Kobalann, 2016
- Vincent Munier, Tibet : promesse de l'invisible, Kobalann, 2018  (ISBN 978-2-9537389-9-5)
- Tibet : Minéral animal : sur les traces de la panthère des neiges, photographies Vincent Munier, textes Sylvain Tesson, Kobalann, 2018  (ISBN 978-2-9537389-8-8)[8]
- Vincent Munier, t. 59, Reporters sans frontières (RSF) / édition illustrée, coll. « 100 photos pour la liberté de la presse », 8 novembre 2018, 144 p. (ISBN 978-2362200540)[9]
- Approcher les animaux sauvages avec Vincent Munier, Cindy Chapelle, Marc N'Guessan, Plume de carotte, 2021  (ISBN 2366722451)
- L’enfant et les animaux sauvages, Vincent Munier et Cindy Chapelle, préface de Sylvain Tesson, version poche, Gallimard, 2023  (ISBN 207518853X)
- Vincent Munier et Ernst Zürcher (Préface), L'oiseau-forêt, Kobalann, 2022, 256 p. (ISBN 979-1-0967-2802-2)
- Vincent Munier, Monographie, 35 ans de photographie, Kobalann, 2023, 384 p.  (ISBN 979-10-96728-03-9)

## Autres publications
- Portfolio Vincent Munier, Nature extrême, Chasseur d'Images, no 288, novembre 2006
- Le deuxième hors-série du magazine Image & Nature est consacré à Vincent Munier (décembre 2007-février 2008)
- Le loup blanc, cet inconnu, Paris Match, article mis en ligne le 20 septembre 2013[10]
- La quête du loup, Nat'Images, no 24, février-mars 2014
- Carte blanche à... Vincent Munier, Réponses Photo, no 271, octobre 2014 (spécial nature)
- Portfolio Arctique, Terre sauvage, no 323, décembre 2015 (spécial COP 21)[11],[12]
- Sauvage comme une image, Télérama, portfolio mis en ligne le 9 janvier 2016[13]

## Filmographie
- 2012 : Abyssinie, l'appel du loup de Laurent Joffrion, avec Vincent Munier[14], musique de CharlÉlie Couture.
- 2019 : Ours simplement sauvage de Laurent Joffrion et Vincent Munier[15].
- 2021 : La Panthère des neiges de Marie Amiguet et Vincent Munier[16],[17].

## Partenariat
Il a été choisi par Nikon pour, durant l'été 2009, démontrer les capacités de leur nouveau reflex, le D3s en basse lumière. Il a effectué pour ça un reportage de deux semaines en Scandinavie,.
En octobre 2011 il récidive en partant au Tibet pour tester le Nikon D4 avec une équipe de techniciens de la marque , ceci dans des conditions difficiles.

## Matériel utilisé
Pour le film La Panthère des neiges , dont les images proviennent de plusieurs expéditions, il a utilisé l'ensemble des boitiers Nikon professionnels historiques: du D3s au D5 en passant par le D500 et D850.
Dès sa sortie (fin 2021)  il utilise le premier boitier hybride professionnel monobloc de Nikon, le Z9.
En matière de téléobjectifs, pour des sujets difficiles d'approche, il indique dès 2014 qu'il aime utiliser le  800 mm F/5,6  de Nikon.